# Eine neue Freundin
Eine neue Freundin (Originaltitel: Une nouvelle amie) ist ein französisches Filmdrama des Regisseurs François Ozon aus dem Jahr 2014. Der Film basiert lose auf der gleichnamigen Erzählung von Ruth Rendell aus dem Jahr 1985 und stellt das allgemeine Verständnis von Geschlechterrollen in Frage. Der Film hatte seine Uraufführung beim Toronto International Film Festival am 6. September 2014. In deutschen Kinos ist er seit dem 26. März 2015 zu sehen.

## Handlung
Claire und Laura sind beste Freundinnen aus Kindertagen. Sie feiern eine Doppelhochzeit, Laura ist bald schwanger und bringt ein Mädchen zur Welt. Sie stirbt jedoch kurz nach der Taufe ihrer Tochter an einer unheilbaren Krankheit. Claire verspricht bei der Trauerfeier, sich zeitlebens um die Tochter und den Mann ihrer Jugendfreundin kümmern zu wollen. Claire leidet jedoch sehr unter dem frühen Tod von Laura und muss außerdem feststellen, dass deren Ehemann David, um gegenüber seiner Tochter sowohl die Vater- als auch Mutterrolle zu erfüllen, in die Rolle seiner verstorbenen Frau schlüpft. Claire belügt ihren Ehemann Gilles und ist sich nicht im Klaren, ob sie sich in David verliebt hat oder in die Rolle ihrer Jugendfreundin Laura, die dieser als Transvestit Virginia nun auch öffentlich einnimmt. Ein heimliches Treffen von Claire und David in einem Hotelzimmer endet tragisch: David/Virginia wird bei der Flucht in Frauenkleidern von einem Auto angefahren und schwer verletzt. Er überlebt den Unfall, erwacht aber erst aus dem Koma, als Claire ihm im Krankenhaus weibliche Kleidung anlegt. Im Schlussbild, sieben Jahre später, sieht man Virginia mit seiner inzwischen schulpflichtigen Tochter und der schwangeren Claire vereint. Die weitere Zukunft der neuen Familie und das Schicksal von Claires Mann Gilles bleiben offen.

## Hintergrund
In einem Interview erklärt François Ozon, woher die Idee für den Film stammt.

„Ich las diese Kurzgeschichte vor über 20 Jahren und hab zuerst ein sehr originalgetreues Drehbuch für einen Kurzfilm daraus gemacht. Doch leider fand ich damals weder eine Finanzierung noch die passende Besetzung, also habe ich das Projekt fallen gelassen.
Ich habe danach noch oft an diese Geschichte gedacht. Sie verfolgte mich.“

## Kritik
„Man ist jedenfalls geneigt, diesen französischen Film vor dem Hintergrund der erbitterten Deutungskämpfe zu lesen, die man sich in Frankreich seit 2013 um Ehe und Familie liefert. Die ungewöhnliche Familie, mit der Eine neue Freundin endet, zeigt in die Zukunft.“